# Manda Hararo
Der Manda Hararo ist ein 105 km × 30 km großer vulkanischer Komplex in Äthiopien. Er befindet sich im Süden des Afargebiets in der Kaloebene und südöstlich des Dabbahu.
Zuletzt wurde Mitte 2009 eine hohe Aktivität in dem Gebiet festgestellt. Dies war unter anderem mit dem Ausstoß von Schwefeldioxid und Lava verbunden.

## Aufbau
Am nördlichen Ende des Komplexes befindet sich ein kleiner basaltischer Schildvulkan. Südlich dieses Vulkans befindet sich ein großes Gebiet, das von Bodenrissen und Lavaflüssen überzogen ist. Zwei weitere Schildvulkane, von denen der größere Unda Hararo genannt wird befinden sich in der Mitte des Komplexes. Noch weiter im Süden liegt das Gumatmali-Gablaytu-Gebiet, das sich durch zahlreiche Bodenrisse auszeichnet, die in den Nordwesten ausgerichtet sind. Südlich dieses Gebiets findet man Lavaflüsse und erstarrte Lavaseen. Das südöstliche Ende des Komplexes wird durch den Gablaytu Schildvulkan gebildet.